# Cuba libre - Velocipedi ai tropici
Cuba libre - Velocipedi ai tropici è un film commedia italiano del 1997 diretto da David Riondino.

## Trama
Un gruppo di cittadini italiani affronta un viaggio a Cuba con obiettivi differenti. Tra di loro, un giovane cineasta che vuole girare un remake di Ladri di biciclette.